# Mpassa (département)
Pour l’article homonyme, voir Mpassa pour la rivière.
Le Mpassa est un département du Gabon, dans la province de la Haut-Ogooué. Son chef-lieu est la ville de Franceville. Le nom est issu de la rivière Mpassa qui traverse le département et Franceville. Une partie du parc national des plateaux Batéké se trouve dans la pointe sud du département, lequel est frontalier avec la République du Congo.